# Porphyrinia conspersa
Porphyrinia conspersa là một loài bướm đêm trong họ Noctuidae.